# 데니슨 대학교
데니슨 대학교(Denison University)는 미국 오하이오주 그랜빌에 위치한 사립 리버럴 아츠 칼리지이다. 전 북서부 영토에 설립된 최초의 칼리지들 중 한 곳인 데니슨 대학교는 1831년 설립되었다. 이 칼리지의 최초 교명은 "Granville Literary and Theological Institution"이었으나 나중에 "그랜빌 칼리지"가 되었고 1850년대 중반에 "데니슨 대학교"로 변경되었다. 이 칼리지의 등록 학생 수는 2019년 가을 기준 2,300명에 이르며 56개 학부 전공을 제공하고 있다.